# Tiszagyulaháza
Tiszagyulaháza là một thị trấn thuộc hạt Hajdú-Bihar, Hungary. Thị trấn này có diện tích 20,78 km², dân số năm 2010 là 730 người, mật độ 35 người/km².